# Fundación Cajasol
La Fundación Cajasol es una fundación española con sede en Sevilla y cuya finalidad consiste en el desarrollo de obra social y la gestión y explotación del patrimonio cultural que posee. Su ámbito de actividad se circunscribe principalmente a Andalucía, cuenta con delegaciones en Huelva, Cádiz, Jerez y Córdoba y tiene cuatro áreas de actuación: acción social, acción cultural, emprendimiento y formación.
La fundación es la heredera de la caja de ahorros Monte de Piedad y Caja de Ahorros San Fernando de Guadalajara, Huelva, Jerez y Sevilla (Cajasol), resultado de la fusión de las cajas de ahorros El Monte y Caja San Fernando en 2007, y de la posterior absorción de Caja de Guadalajara en 2010. Por ello, la actividad de la fundación consiste en el mantenimiento del patrimonio cultural y la obra social que anteriormente desarrollaba la caja, con especial incidencia en su área de influencia, Andalucía occidental.
En 2010, integró su negocio financiero junto con los de Caja Navarra, CajaCanarias y Caja de Burgos en el SIP Banca Cívica, el cual fue absorbido por CaixaBank el 3 de agosto de 2012. Como consecuencia de perder su negocio financiero, Cajasol tuvo que convertirse en una fundación.
El 21 de diciembre de 2012, la asamblea general extraordinaria de Cajasol acordó la transformación de la entidad en fundación especial. Como consecuencia, en 2013, se inscribió en el registro de fundaciones de Andalucía la fundación de carácter especial Monte San Fernando. Esta nueva fundación convivió con la Fundación Cajasol existente antes de la conversión de la antigua caja de ahorros. En 2014, dicha fundación especial se convirtió en una fundación de carácter ordinario. En 2015, la Fundación Monte San Fernando fue absorbida por la Fundación Privada Monte de Piedad y Caja de Ahorros San Fernando de Huelva, Jerez y Sevilla (Fundación Cajasol).
Como consecuencia de la absorción de Banca Cívica por CaixaBank, la entidad se convirtió en accionista de Caixabank con un 1% del capital. A 31 de diciembre de 2016, la fundación tenía un 0,898% de CaixaBank.

## Historia
Cajasol nació en 2007 tras la fusión de las cajas sevillanas El Monte (fusión de las cajas de ahorros de Huelva y Sevilla) y Caja de San Fernando (que a su vez era la fusión de la Caja de Ahorros Provincial San Fernando de Sevilla y la Caja de Ahorros de Jerez). La denominación social de Cajasol era la de Monte de Piedad y Caja de Ahorros San Fernando de Huelva, Jerez y Sevilla. El 5 de octubre de 2010, Cajasol absorbió a Caja de Guadalajara y la denominación social pasó a ser Monte de Piedad y Caja de Ahorros San Fernando de Guadalajara, Huelva, Jerez y Sevilla.

### Banca Cívica
El 16 de noviembre de 2010, el Consejo de Administración de Cajasol, autorizó a su presidente Antonio Pulido a llevar a cabo las gestiones necesarias para la integración de Cajasol en el SIP constituido junto a Caja Navarra, Caja Canarias y Caja de Burgos, al que se llamó Banca Cívica.
En un principio, la sede de la nueva entidad se acordó situarse en Madrid, sin embargo, Cajasol presionó al grupo para que finalmente trasladaran la sede fiscal y social de Banca Cívica al edificio central de la caja andaluza, situado en Sevilla. También se llegó al acuerdo de que, a pesar de que ya no fueran las cajas de ahorros las que ejercieran la labor bancaria, en los territorios de influencia de dichas cajas se conservaría la marca de la caja junto a la de "Banca Cívica", mientras que en los territorios neutrales se usaría solo la del nuevo banco.
Inicialmente, Cajasol tenía el 29,1% del capital social de Banca Cívica. Tras la salida a bolsa del nuevo banco, Cajasol se quedó con el 16,1%.
Banca Cívica anunció su absorción por CaixaBank el 23 de marzo de 2012. El 26 de marzo de 2012, CaixaBank aprobó la integración con Banca Cívica. Según se manifestó, la operación conformaría la entidad líder en el mercado español, con más de 14 millones de clientes y unos activos de 342.000 millones de euros y se expresó que la integración no requería ayudas públicas, ni tenía ningún coste para el resto del sector financiero. Las cajas de ahorros con participación en el capital de Banca Cívica se convertirían en accionistas de CaixaBank con un 3,4% del capital (Caja Navarra (1,0%), Cajasol (1,0%), CajaCanarias (0,7%) y Caja de Burgos (0,7%)).
El 26 de junio de 2012, CaixaBank y Banca Cívica celebraron sendas junta general de accionistas de carácter extraordinario para aprobar la fusión por absorción de Banca Cívica por CaixaBank.
El 3 de agosto de 2012, tuvo lugar la inscripción de la escritura de la fusión en el Registro Mercantil, produciéndose con ello la fusión por absorción de Banca Cívica por CaixaBank y la extinción de la primera.
Las oficinas situadas en las provincias de Sevilla, Cádiz y Huelva combinaron durante cuatro años la imagen corporativa del banco catalán con el logotipo de "Cajasol" tal y como se había establecidó en el acuerdo de integración de Banca Cívica a CaixaBank por el cual las cajas cedían el uso de sus marcas durante este periodo al banco. Las sucursales de la antigua Caja de Guadalajara conservaron esta denominación en la provincia de Guadalajara por el mismo acuerdo. En el resto de territorios, las oficinas pasaron a lucir solamente la enseña "La Caixa".

### Transformación en fundación
Como consecuencia de perder su negocio financiero, Cajasol tuvo que convertirse en una fundación.
El 21 de diciembre de 2012, la asamblea general extraordinaria de Cajasol acordó la transformación de la entidad en fundación especial.
En 2013, se inscribió en el registro de fundaciones de Andalucía la fundación de carácter especial Monte San Fernando por transformación de la entidad Monte de Piedad y Caja de Ahorros San Fernando de Guadalajara, Huelva, Jerez y Sevilla (Cajasol), en fundación de carácter especial. Esta nueva fundación convivió con la Fundación Cajasol existente antes de la conversión de la antigua caja de ahorros.
En 2014, dicha fundación especial se convirtió en una fundación de carácter ordinario.
En 2015, la Fundación Monte San Fernando fue absorbida por la Fundación Privada Monte de Piedad y Caja de Ahorros San Fernando de Huelva, Jerez y Sevilla (Fundación Cajasol).
En 2018, la entidad decidió descolgarse del pacto de accionistas que existía entre la Fundación "la Caixa" y las fundaciones resultantes de las cajas de ahorros que fundaron Banca Cívica (entre ellas la Fundación Cajasol).

## Patrocinios
Cajasol patrocinó clubes deportivos tales como el Xerez CD, el equipo de baloncesto C.B. Sevilla, el club de vóleibol Cajasol Voley, y el equipo sevillano de Rugby Cajasol Rugby Ciencias

## Inmuebles
Cajasol inició en 2008 la construcción de un rascacielos de César Pelli en la Isla de la Cartuja, la Torre Sevilla.
Una de las principales sucursales que tenía Cajasol era el edificio neoclásico del banco Hispano Americano en el solar de la antigua Cárcel Real de Sevilla, en la calle Sierpes.
La Fundación Cajasol tiene como sede el edificio de la antigua Audiencia de los Grados de Sevilla de la céntrica plaza San Francisco.
En la calle Imagen la Fundación Cajasol posee un edificio de la segunda mitad del siglo XX construido donde estaba el colegio jesuita que se hizo donde estuvo el palacio de los marqueses de Villasís.